# Subtakecallis brevisetosus
Subtakecallis brevisetosus är en insektsart. Subtakecallis brevisetosus ingår i släktet Subtakecallis och familjen långrörsbladlöss. Inga underarter finns listade i Catalogue of Life.